# Lipophrys pholis
Lipophrys pholis é uma espécie de peixe pertencente à família Blenniidae.
A autoridade científica da espécie é Linnaeus, tendo sido descrita no ano de 1758.

## Portugal
Encontra-se presente em Portugal, onde é uma espécie nativa e ocasional.
Os seus nomes comuns são marachomba-frade ou caboz.

## Descrição
Trata-se de uma espécie marinha. Atinge os 5,51 cm de comprimento total nos indivíduos do sexo masculino.